# Chris Levesque
Chris Levesque (* 6. August 1980 in Port Coquitlam, British Columbia) ist ein ehemaliger kanadischer Eishockeytorwart der University of British Columbia (UBC), der im Jahr 2003 von der Mannschaft der Vancouver Canucks für ein Spiel in der Profiliga National Hockey League als Ersatzspieler verpflichtet wurde.
Am 9. Dezember 2003 hatten die Vancouver Canucks ein Heimspiel in der NHL-Saison gegen die Pittsburgh Penguins zu bestreiten. Dan Cloutier, der Torwart der Startaufstellung, zog sich beim Training am Vormittag eine Leistenverletzung zu und konnte damit nicht spielen. Damit kam Torwart Johan Hedberg zum Einsatz, für den jedoch kein Ersatzspieler zur Verfügung stand. Unter normalen Umständen wäre dies Alex Auld von den Manitoba Moose gewesen, dem in der American Hockey League spielenden Farmteam der Vancouver Canucks. Die Mannschaft der Manitoba Moose befand sich allerdings zu einem Spiel an der Ostküste, so dass Alex Auld nicht rechtzeitig zum Spiel in Vancouver eingetroffen wäre. Den Regeln der NHL entsprechend mussten die Vancouver Canucks deshalb einen Spieler als Ersatz finden, der noch nie in der NHL gespielt hatte und auch noch nicht am Entry Draft der NHL teilgenommen hatte.
Milan Drajicevic, der Trainer der UBC Thunderbirds, war zufällig beim Training der Vancouver Canucks anwesend, als Dan Cloutier sich verletzte. Er schlug vor, dass die Mannschaft den Thunderbirds-Torwart Chris Levesque als Ersatzspieler für das Spiel am Abend unter Vertrag nehmen sollte. Levesque befand sich zu diesem Zeitpunkt in einer Bibliothek der Universität von British Columbia, um sich auf eine Geographie-Prüfung am nächsten Morgen vorzubereiten. Nachdem ihn seine Freunde und Mitspieler gefunden hatten, hielt er das ganze zunächst für einen Scherz. Er erhielt jedoch von der Aufsichtsbehörde für den Universitätssport in Kanada (Canadian Interuniversity Sport) kurzfristig eine Ausnahmegenehmigung für ein Spiel in der NHL und fuhr umgehend zum Canucks-Heimstadion General Motors Place.
Nachdem Dan Cloutier auch beim Aufwärmen vor dem Spiel nicht einsatzfähig war, übernahm Levesque offiziell den Platz des Ersatztorwarts für das Spiel und nahm in dieser Position am Aufwärmtraining teil. Die Aussichten für eine aktive Spielteilnahme waren gering, auch wenn es zum Ende des ersten Drittels zu einem Zusammenstoß zwischen Johan Hedberg und einem Gegenspieler kam, der beinahe zum Ausfall von Hedberg geführt hätte. Die Vancouver Canucks gewannen das Spiel mit 4:3 in der Nachspielzeit. Levesque erhielt keine Bezahlung für das Spiel, durfte jedoch das Trikot mit der Nummer 40 und seinem Namensaufdruck behalten. Er bezeichnete das Spiel als großartiges Erlebnis und erwähnte insbesondere die Aufwärmschüsse des kanadischen Nationalspielers Todd Bertuzzi und den kameradschaftlichen Umgang aller Profispieler mit ihm.